# Flusssystem des Leimbachs im Schlossgarten Schwetzingen

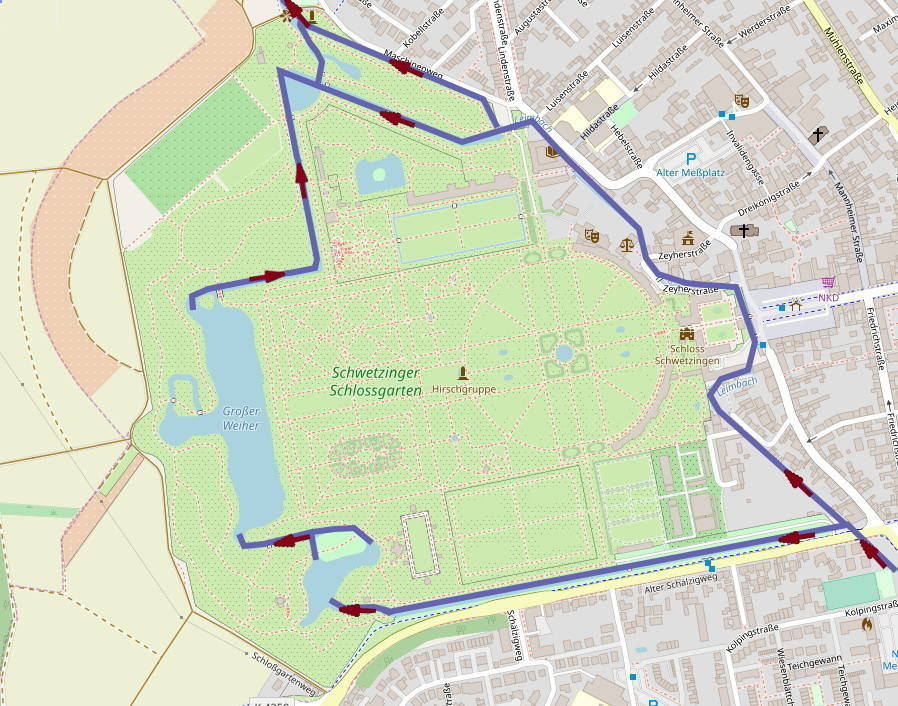
Verlauf des Leimbachs und seiner Kanäle durch den Schlossgarten

Um die Wasserversorgung für die Teiche und Brunnen des Schlossgartens Schwetzingen zu gewährleisten, wurde der Leimbach durch Nicolas de Pigage systematisch kanalisiert, mit sechs Staustufen versehen, um- und durch den Garten verlegt sowie zwei Wasserwerke (1771–1774) errichtet. Von Süden und Norden her hatte der Leimbach je einen Abstich, um den Garten zu bewässern. Hauptziel war dabei die Versorgung des Großen Weihers. Auf der Südseite zweigt der Zähringer Kanal ab, der die südliche Begrenzung des Schlossgartens markiert. Dieser mündet in den Moscheeweiher, von dem aus es zwei Zuflüsse zum Großen Weiher gibt. Auf der Ostseite ist der Leimbach über den Schlossgraben umgeleitet. Ursprünglich speiste er hier bereits den mittelalterlichen Burggraben und verlief etwas weiter westlich. Das heutige Schloss hat nur noch einen Graben an der Ostseite vor dem Haupttor und kann daher nicht mehr wie sein Vorgängerbau als Wasserschloss bezeichnet werden. Am Dreibrückentor bei der Invalidenkaserne findet sich der nördliche Abzweig, der zunächst parallel zum alten Leimbach durch das nördliche Arboretum verläuft. Beim dreieckigen Weiher umschreibt der Kanal eine Spitzkehre in Richtung Süden vorbei am Brunnen der Wasserspeienden Vögel. Vor dem Apollotempel folgt ein rechtwinkliger Knick in Richtung Westen, wo er aus dem Großen Weiher ausfließt. Wichtig für die Bewässerung des Schlossgartens waren auch das obere und untere Wasserwerk, was den Betrieb der Brunnen und der großen Fontäne im Kreisparterre ermöglichte. Für den Bau der Wasserwerke wurde der Brunnenmeister Thomas Breuer eigens zum Studium der ab 1681 errichteten Wasserhebemaschine von Marly bei Paris geschickt, das die sechs Kilometer entfernten Gärten von Versailles versorgte. Der Überlauf des Arionbrunnens versorgt die Wasserspiele des Kreisparterres und der Angloisen. Der Wassergraben rund um das Orangerieparterre wird durch den Nymphenbrunnen am Apollotempel versorgt. Das Römische Wasserkastell erhielt sein Wasser vom unteren Wasserwerk, wird aber heute durch Pumpen versorgt. Letzteres ist nicht mehr in Funktion, das Aquädukt zum Wasserkastell führt längst kein Wasser mehr. Am dreieckigen Weiher fließen die beiden Hauptkanäle zusammen. Dort gibt es einen Ausfluss in Richtung Römisches Wasserkastell, bis der Leimbach beim unteren Wasserwerk schließlich seinen Weg in das ursprüngliche Bachbett zurück findet.

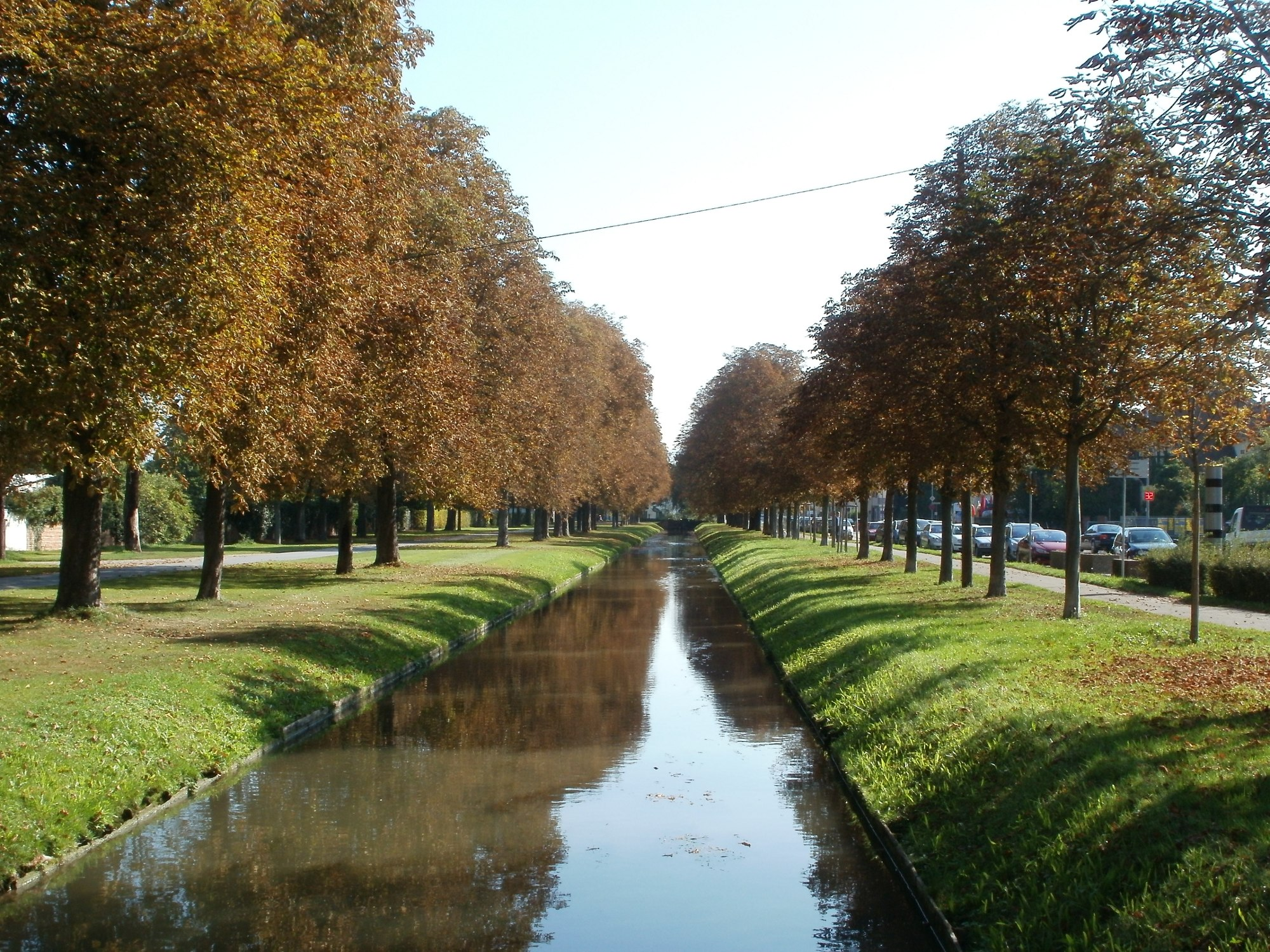
Zähringer Kanal
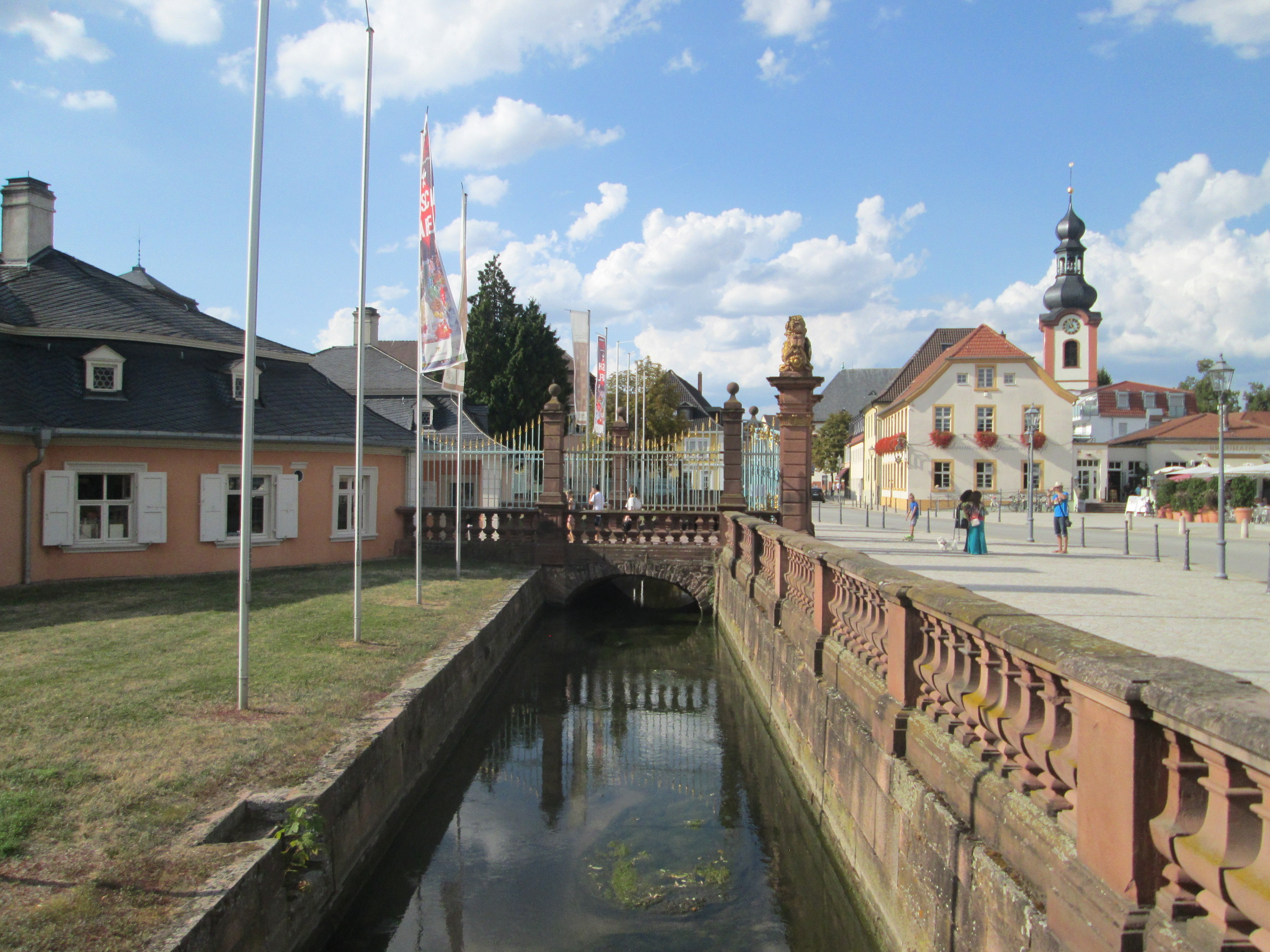
Schlossgraben
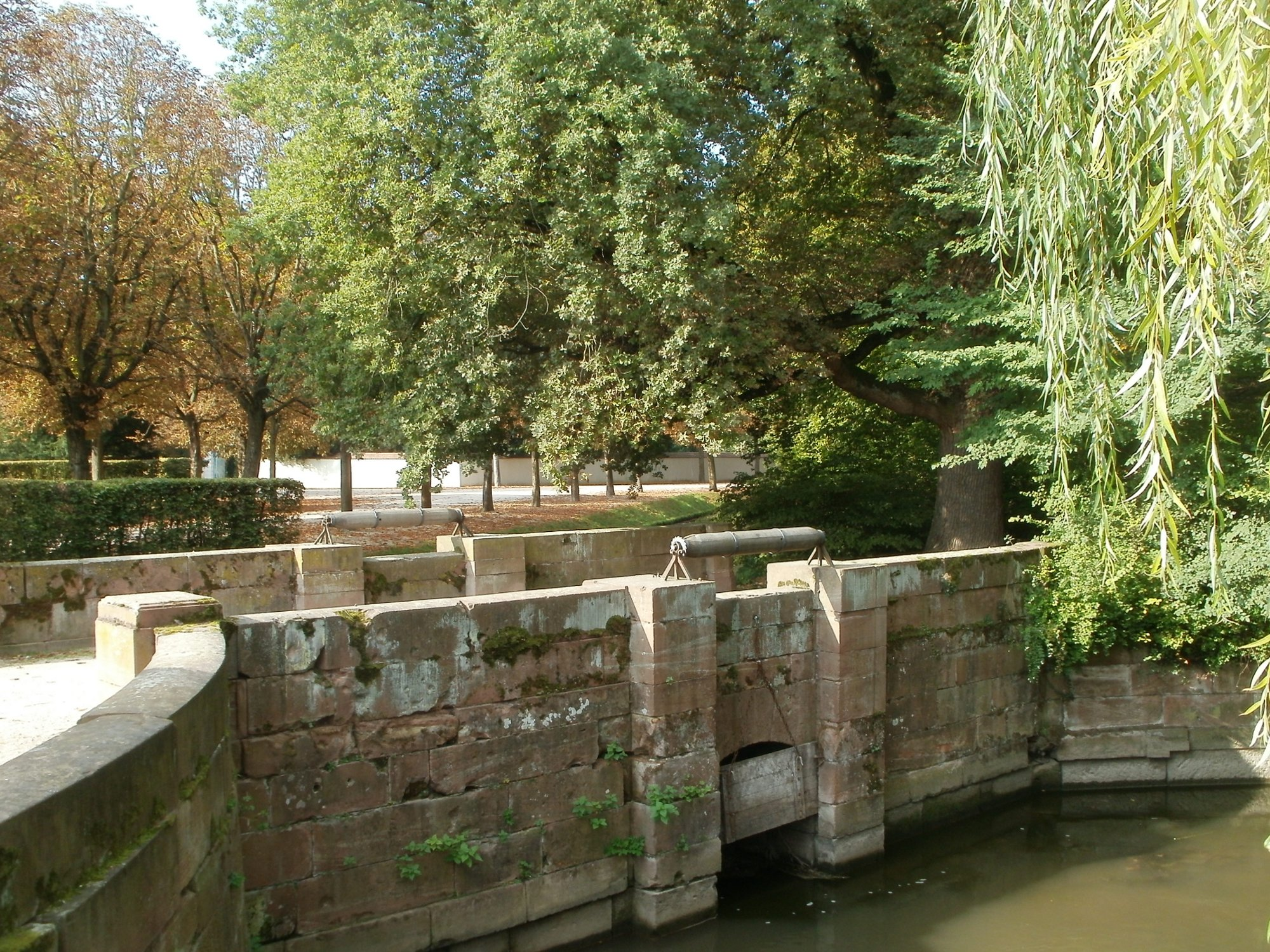
Dreibrückentor
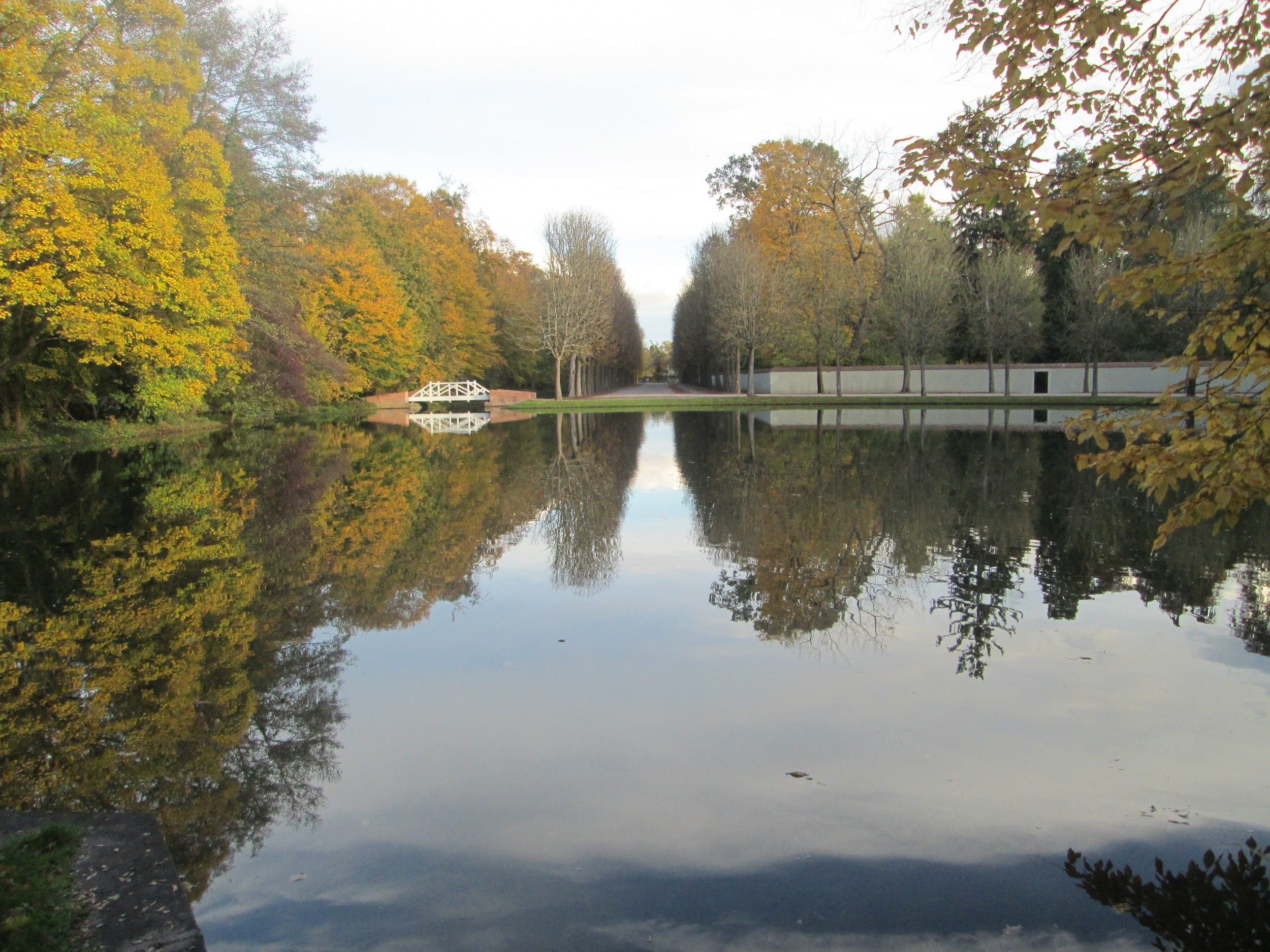
Dreieckiger Weiher
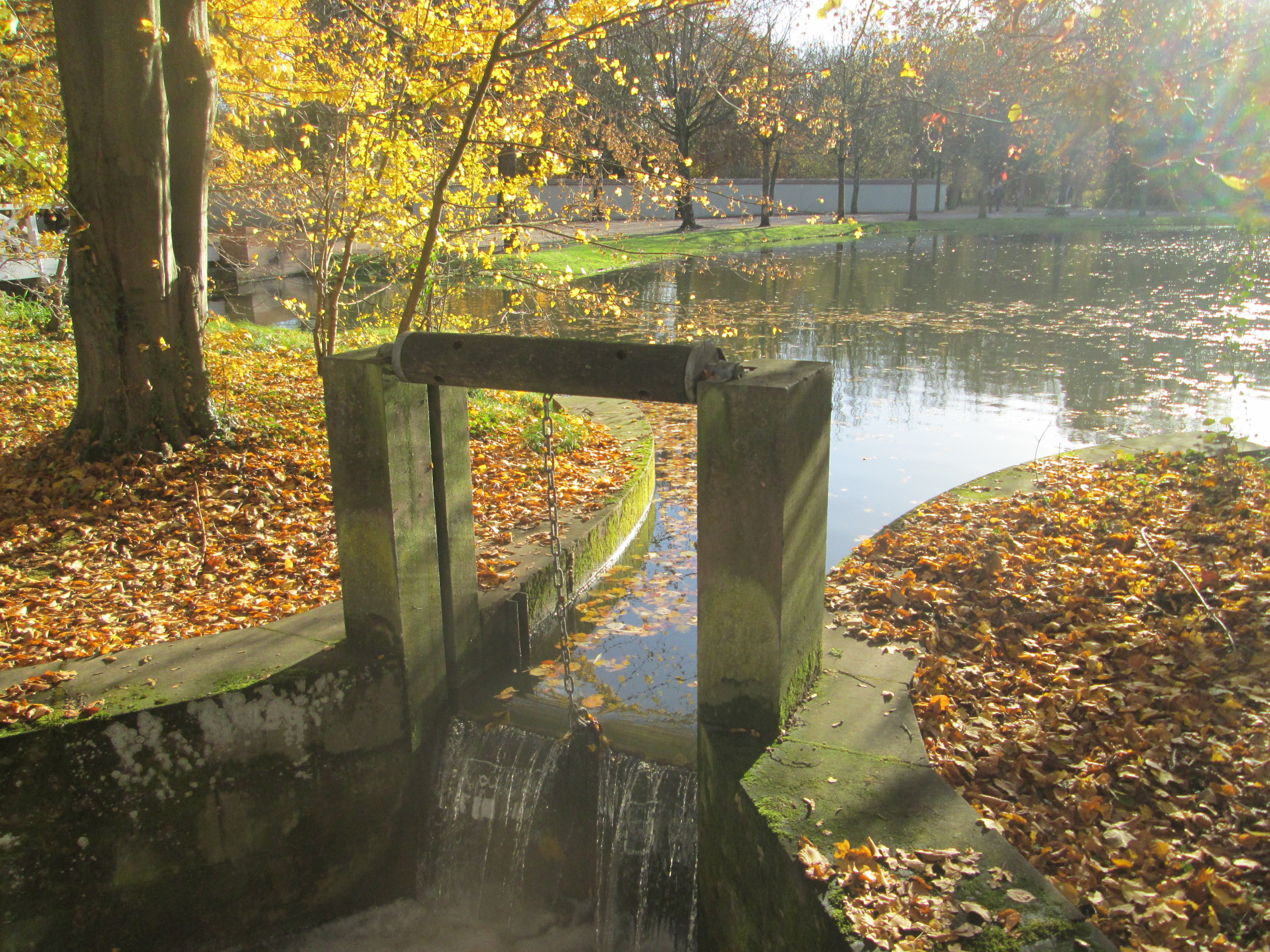
Stauwehr am dreieckigen Weiher
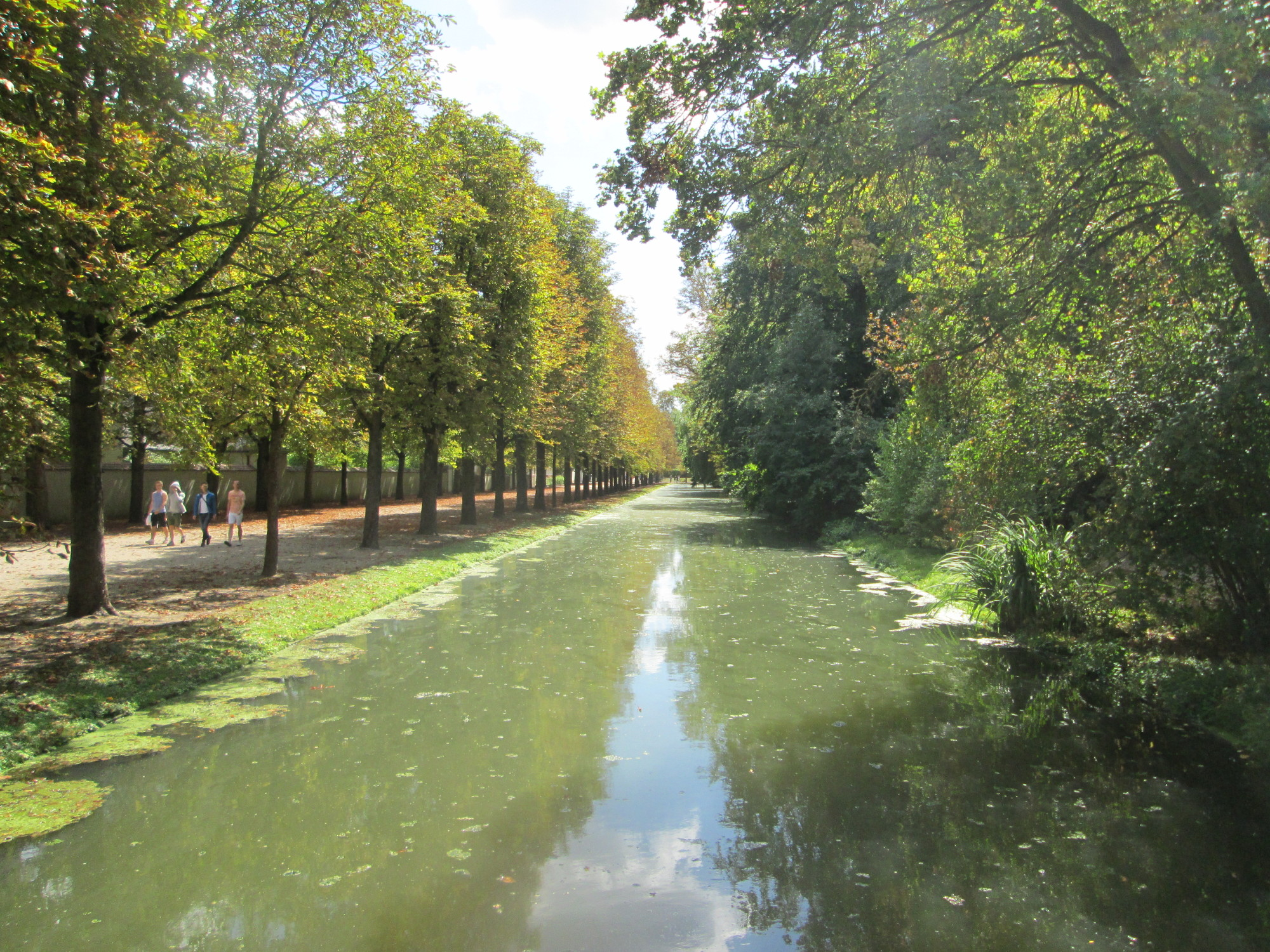
Kanal aus Richtung Apollotempel
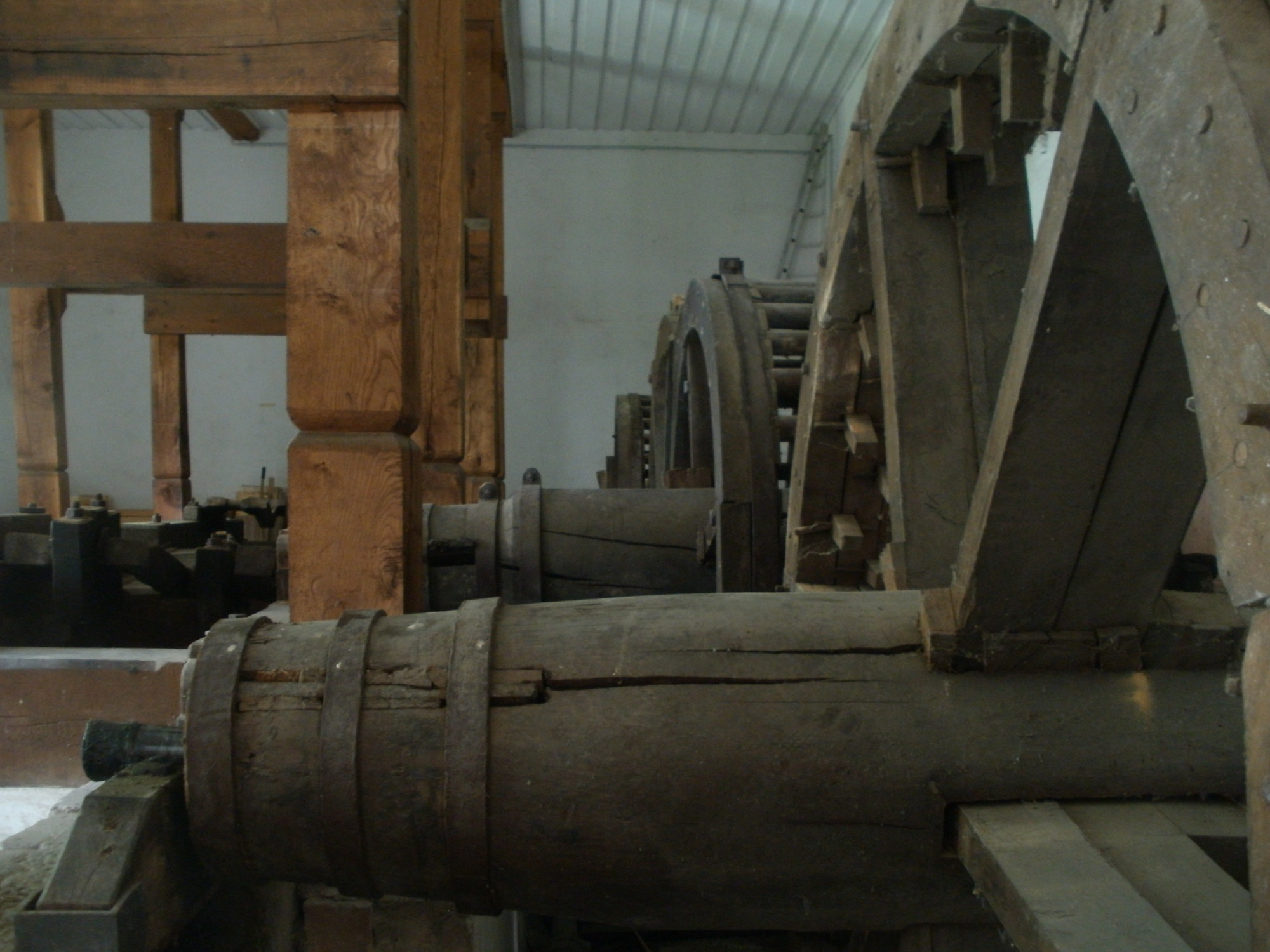
Räderwerk im Oberen Wasserwerk
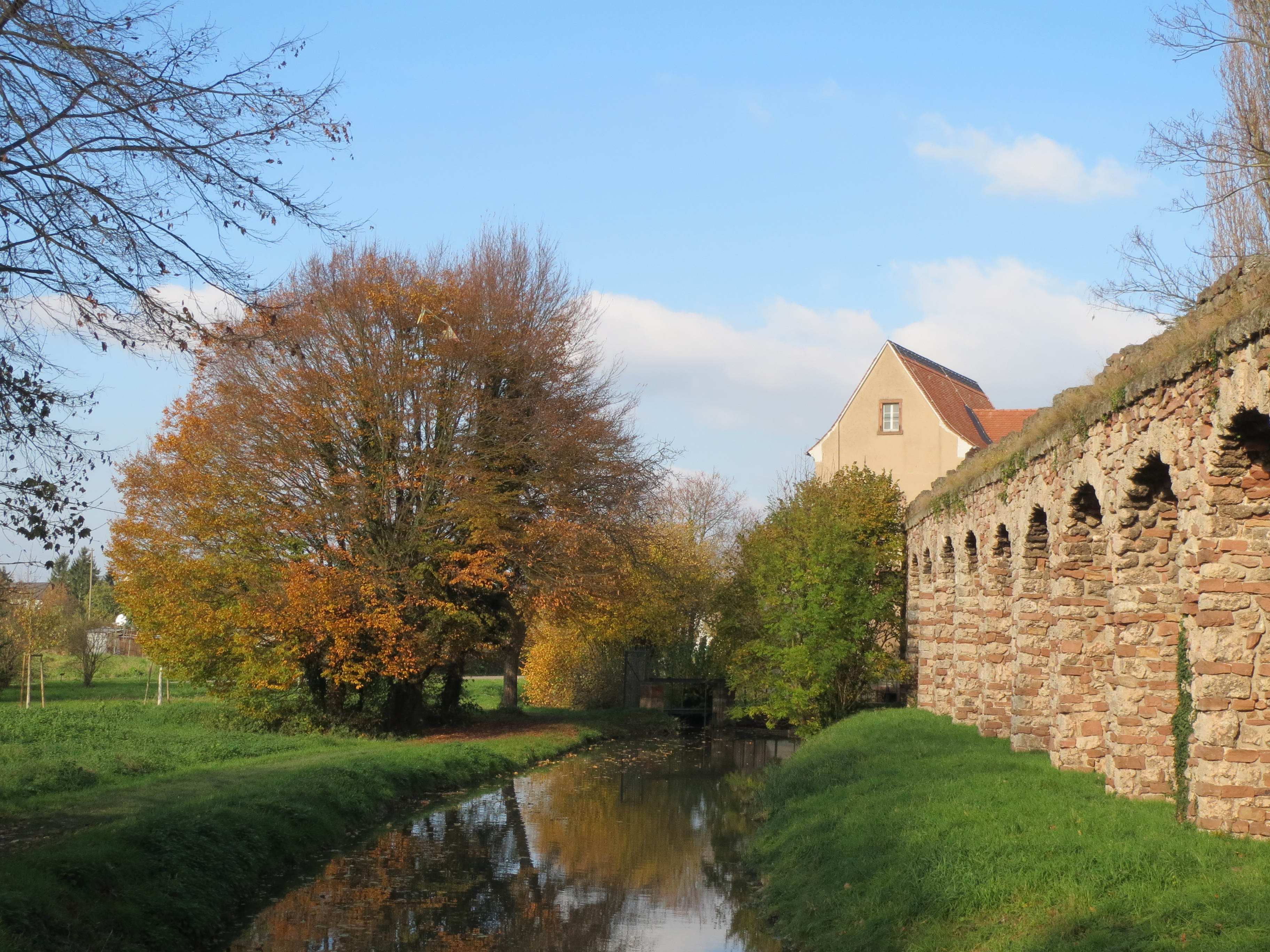
Unteres Wasserwerk

## Gewässerflora
Die Gewässerufer sind geprägt durch zahlreiche feuchtigkeitsliebende Wildpflanzen, wie sie sonst eher in den umliegenden Wäldern und in den Rheinauen vorkommen, nicht aber an diesem ursprünglich trockenen sandigen Standort. Dies hat nur die intensive künstliche Bewässerung des Schlossgartens ermöglicht. Allen voran ist der Bärlauch zu nennen, über dessen Aufkommen im Schlossgarten diverse Gerüchte kursieren, am naheliegendsten ist aber seine natürliche Ausbreitung aus der benachbarten Schwetzinger Hardt. Weitere typische Gewässerpflanzen sind der Echte und der Futter-Beinwell, der Bittersüßer Nachtschatten, der Blutweiderich, die Entengrütze ist natürlich allgegenwärtig, das Raue Hornblatt (im Zähringer Kanal), die Sumpfdotterblume, das Sumpf-Helmkraut, die Sumpf-Schafgarbe, die Sumpf-Schwertlilie, das Sumpf-Vergissmeinnicht, das Vierkantige Weidenröschen, die Wasserminze, das Wiesen-Schaumkraut und der Schwarzfrüchtiger Zweizahn. Als typische Wald-Pflanzen treten unter anderem der Gold-Hahnenfuß, das Kleine Immergrün und das Wald-Veilchen auf.

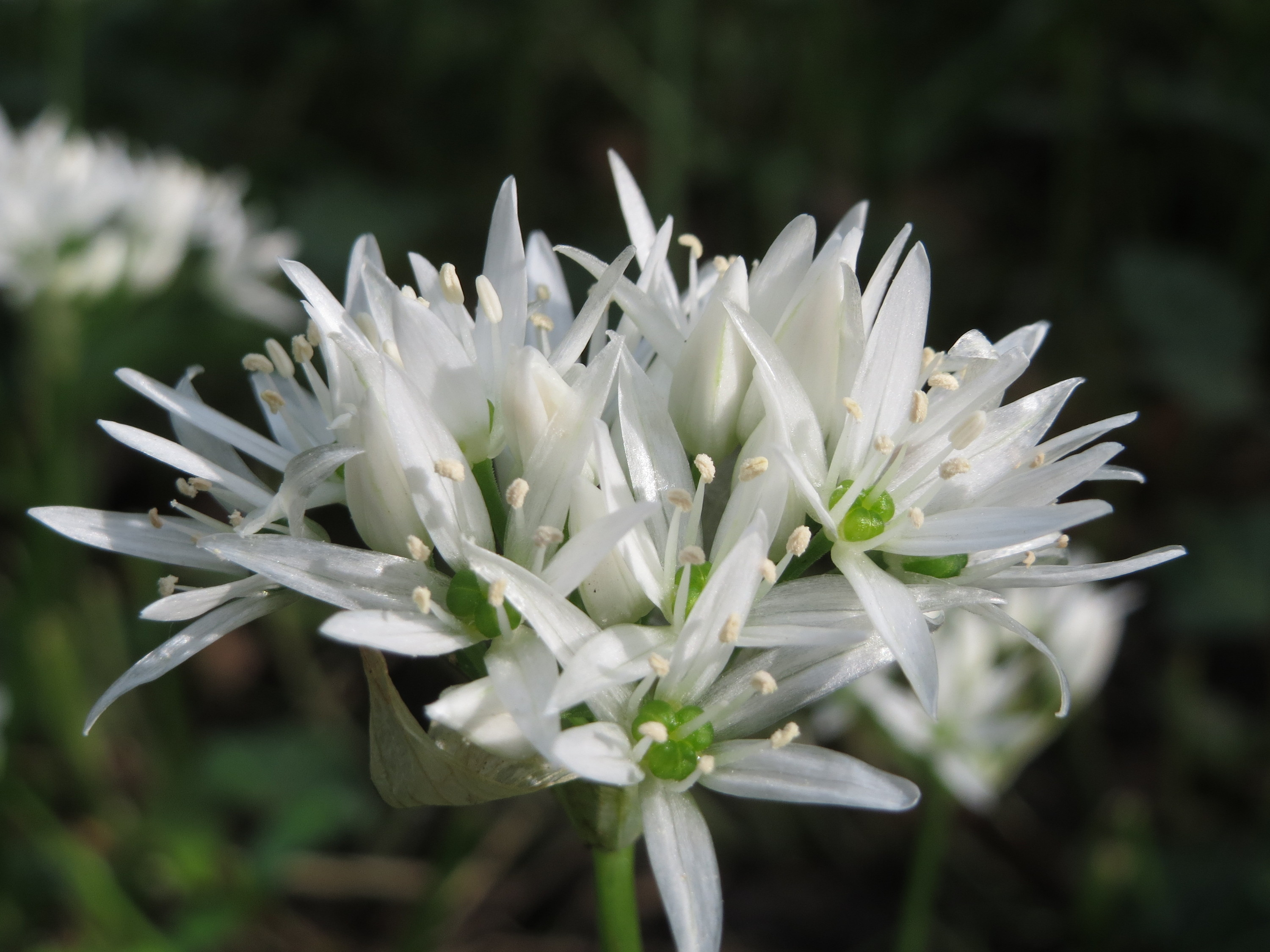
Allium ursinum
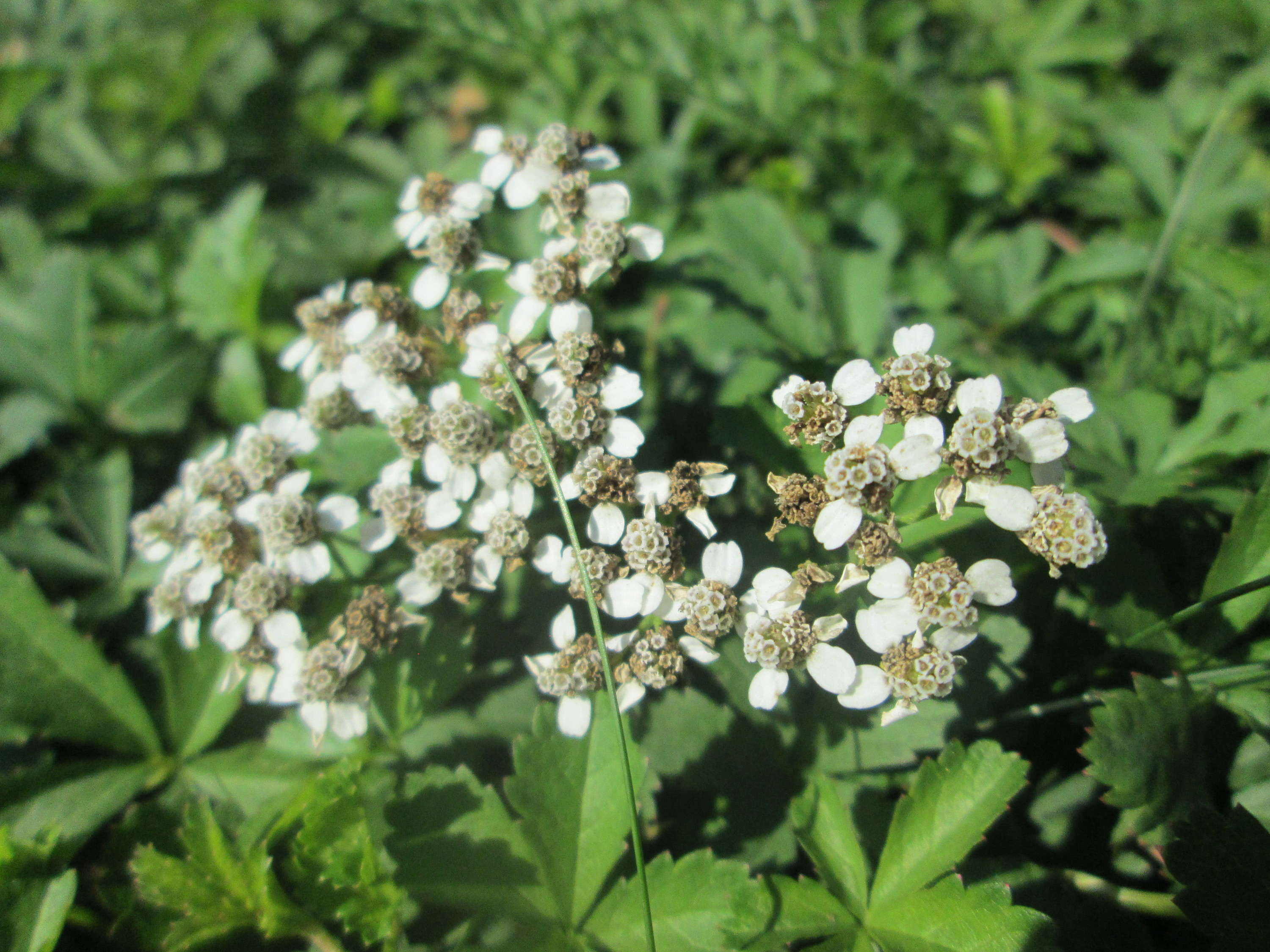
Achillea ptarmica
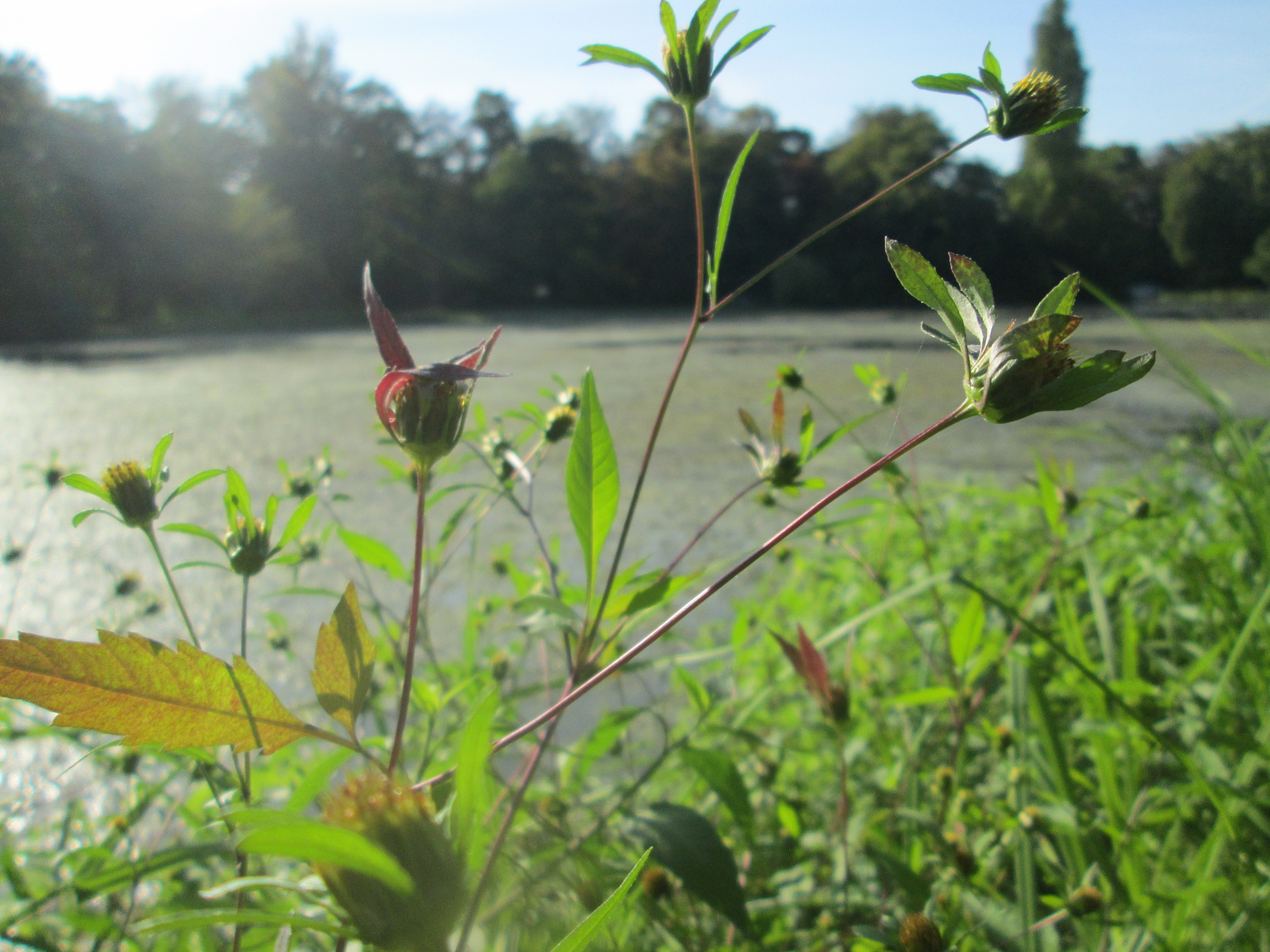
Bidens frondosa
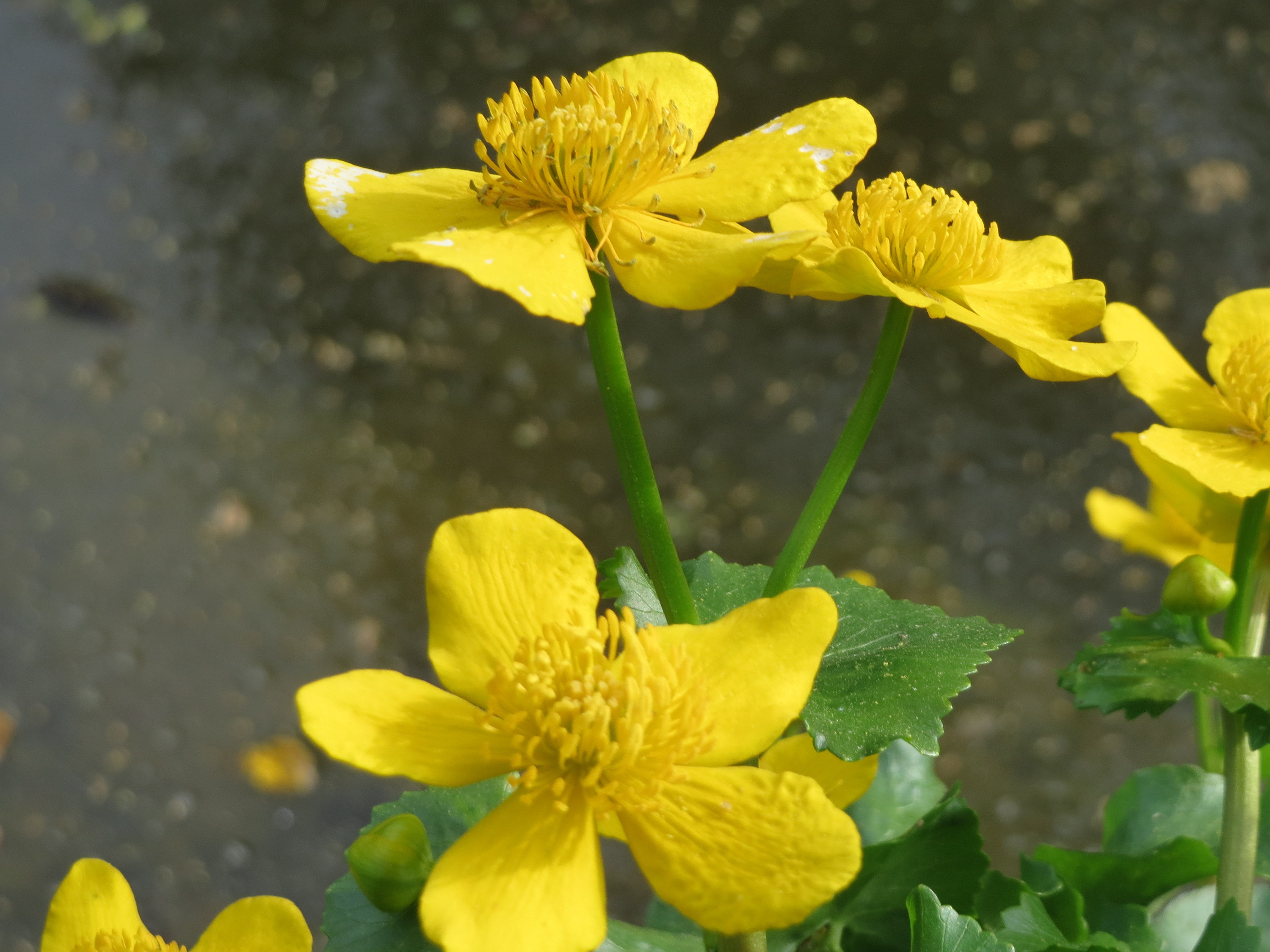
Caltha palustris
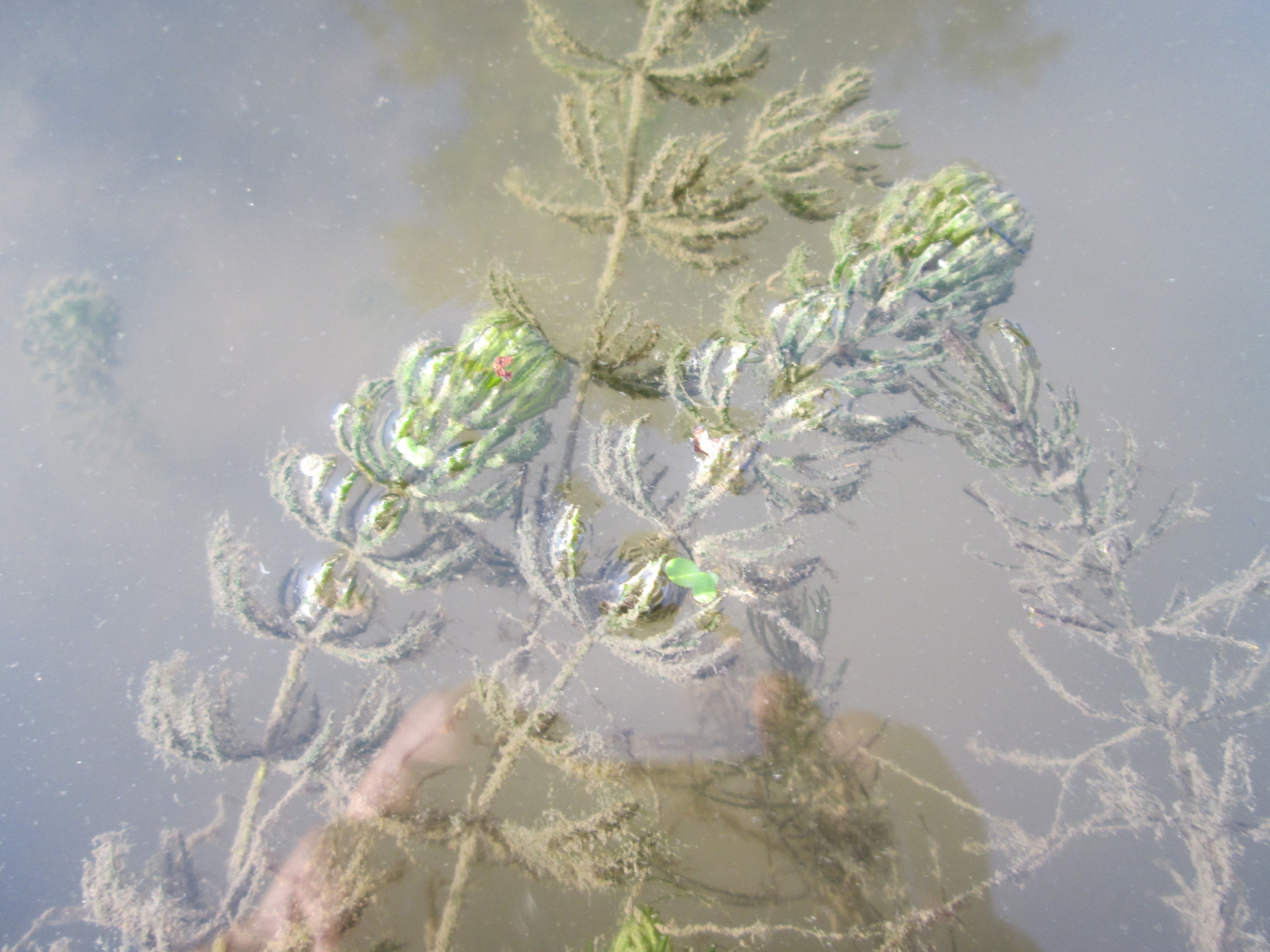
Ceratophyllum demersum
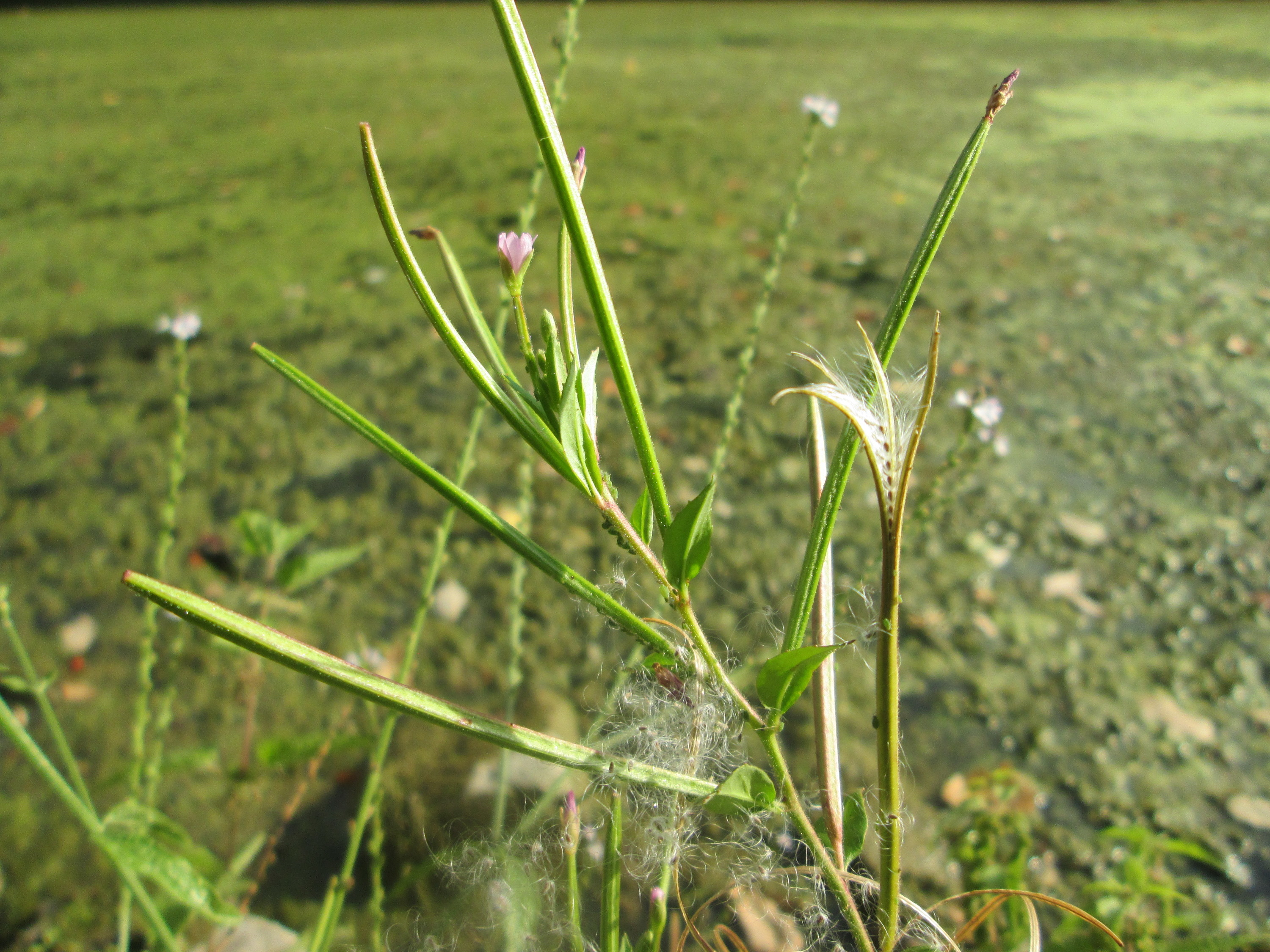
Epilobium tetragonum
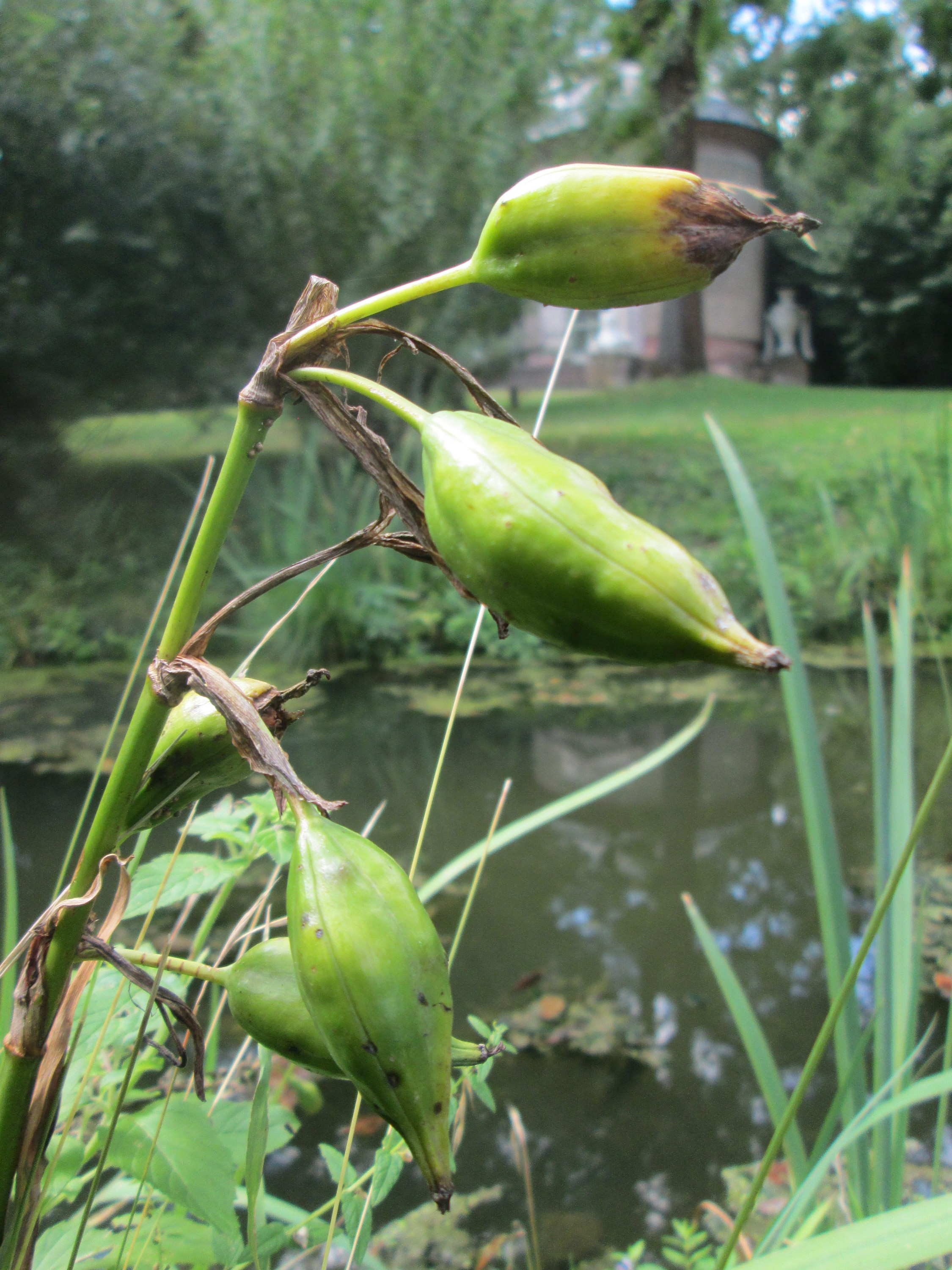
Iris pseudacorus
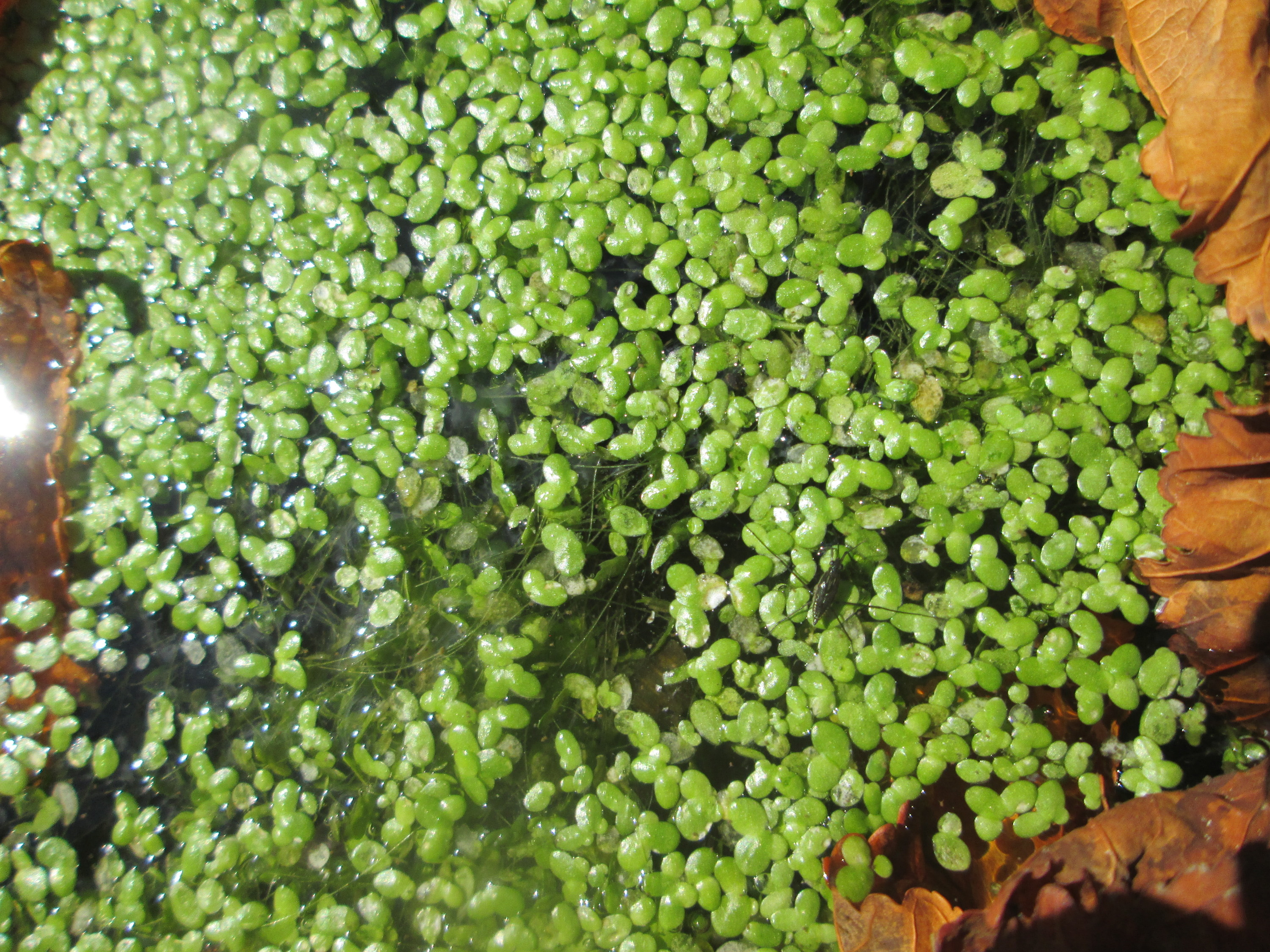
Lemna minor
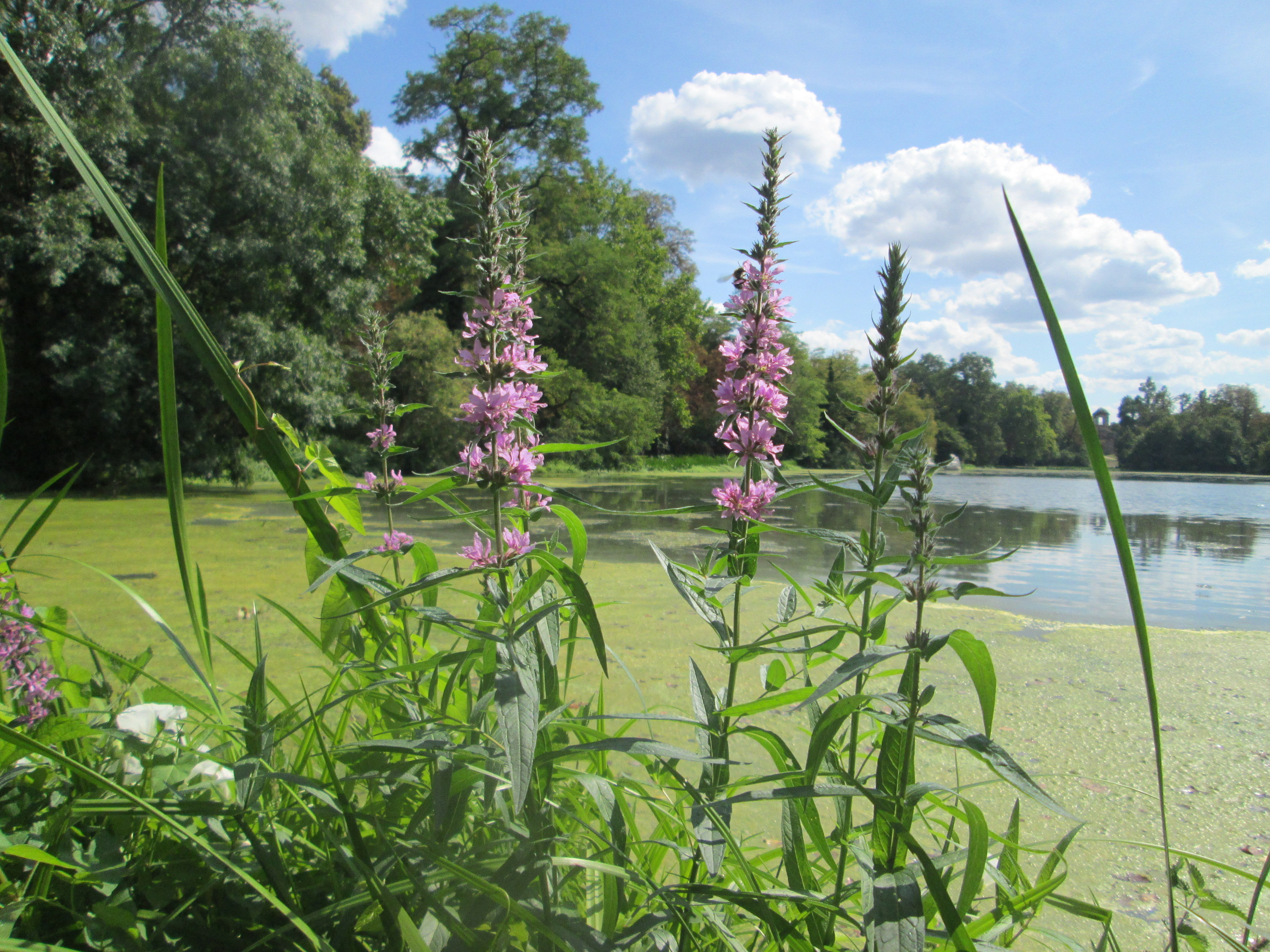
Lythrum salicaria
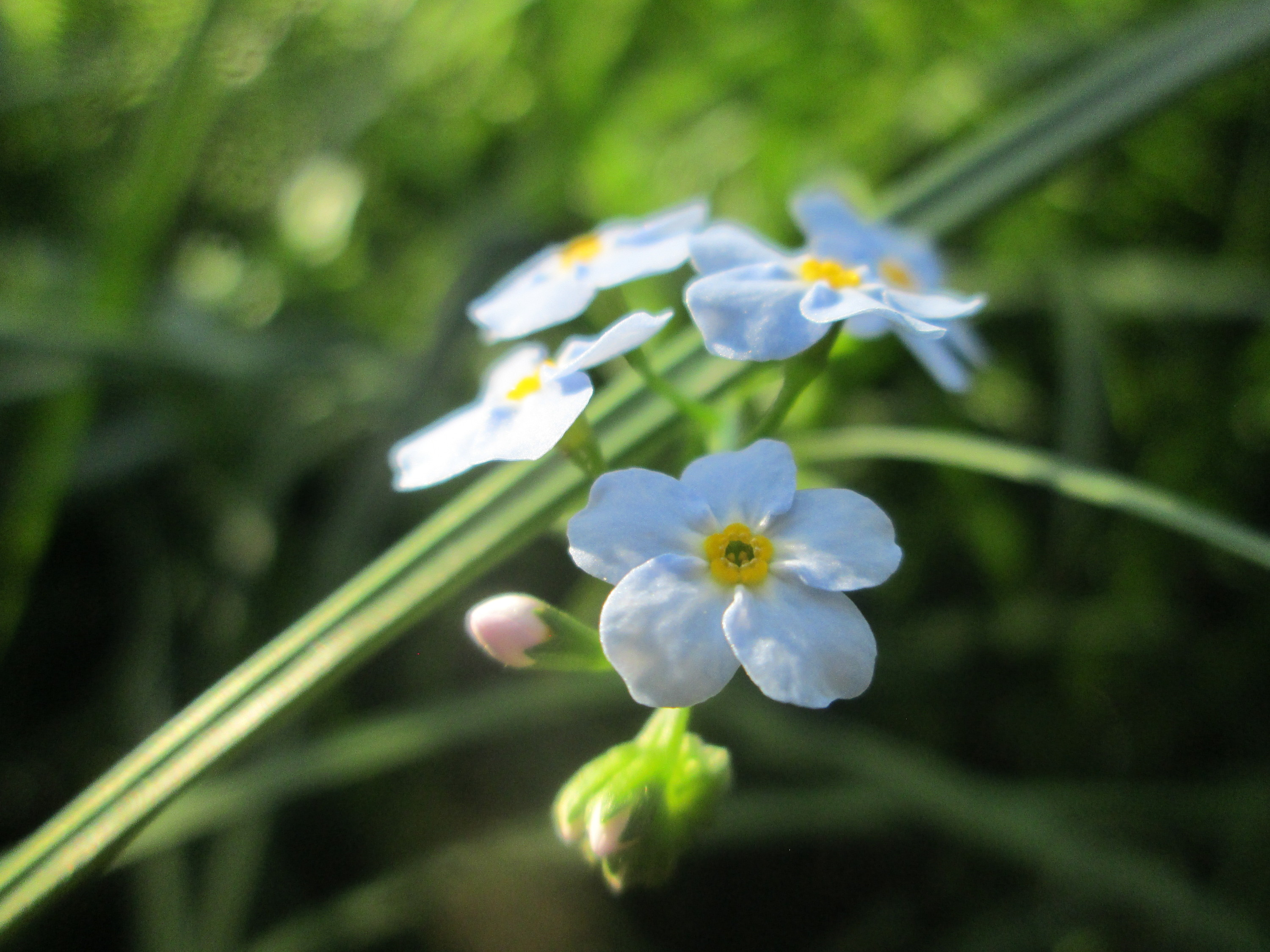
Myosotis scorpioides
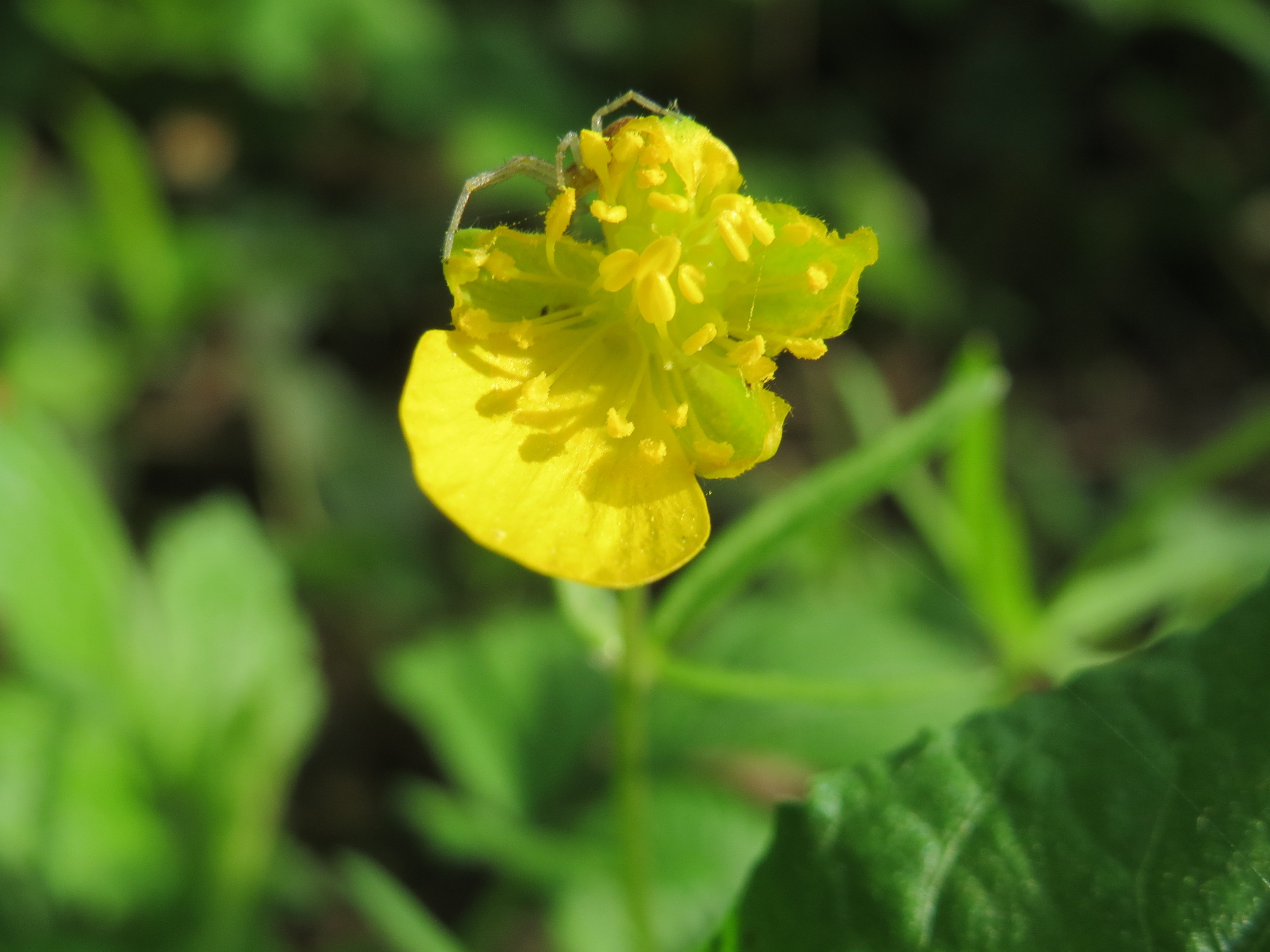
Ranunculus auricomus
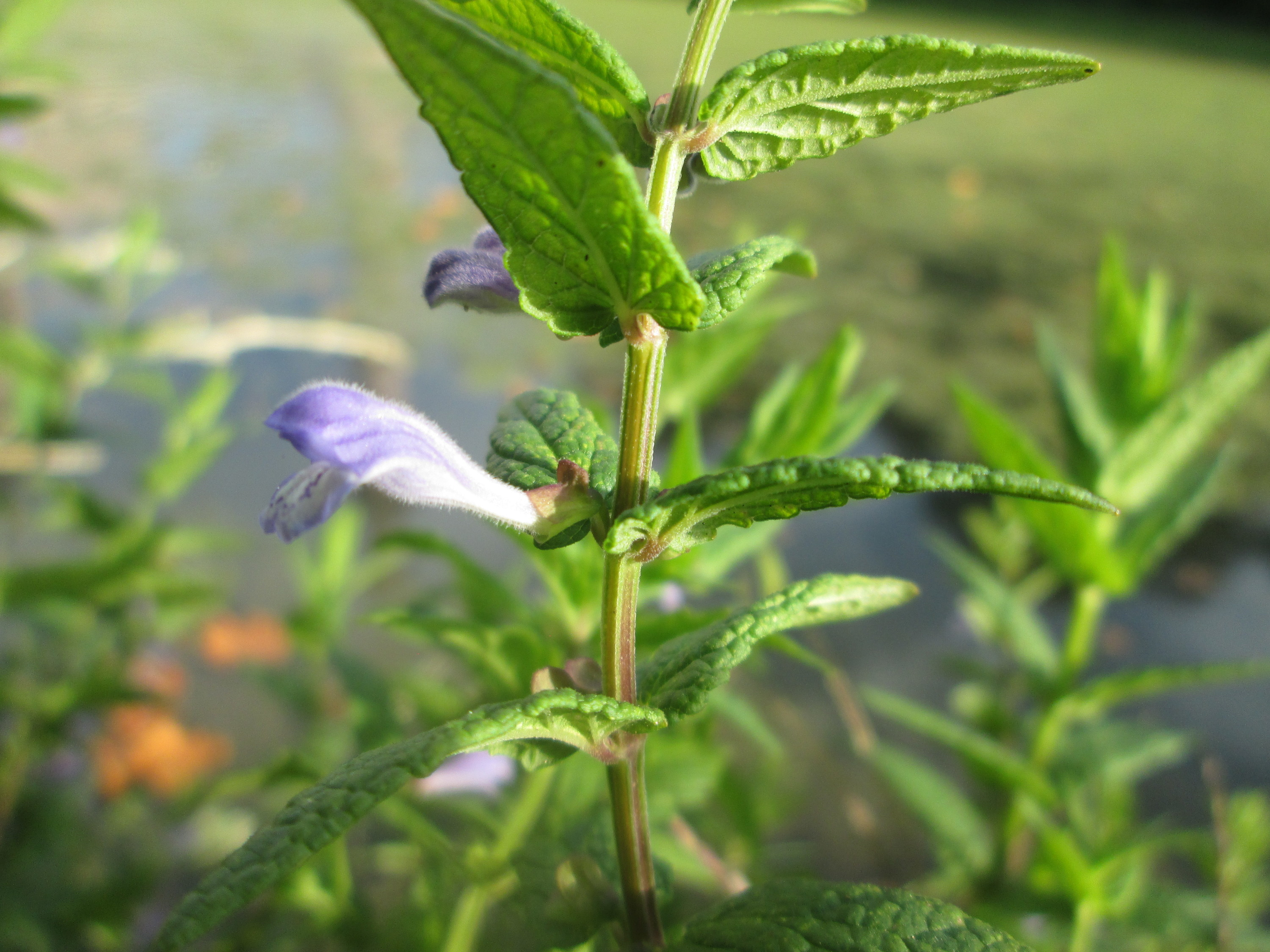
Scutellaria galericulata
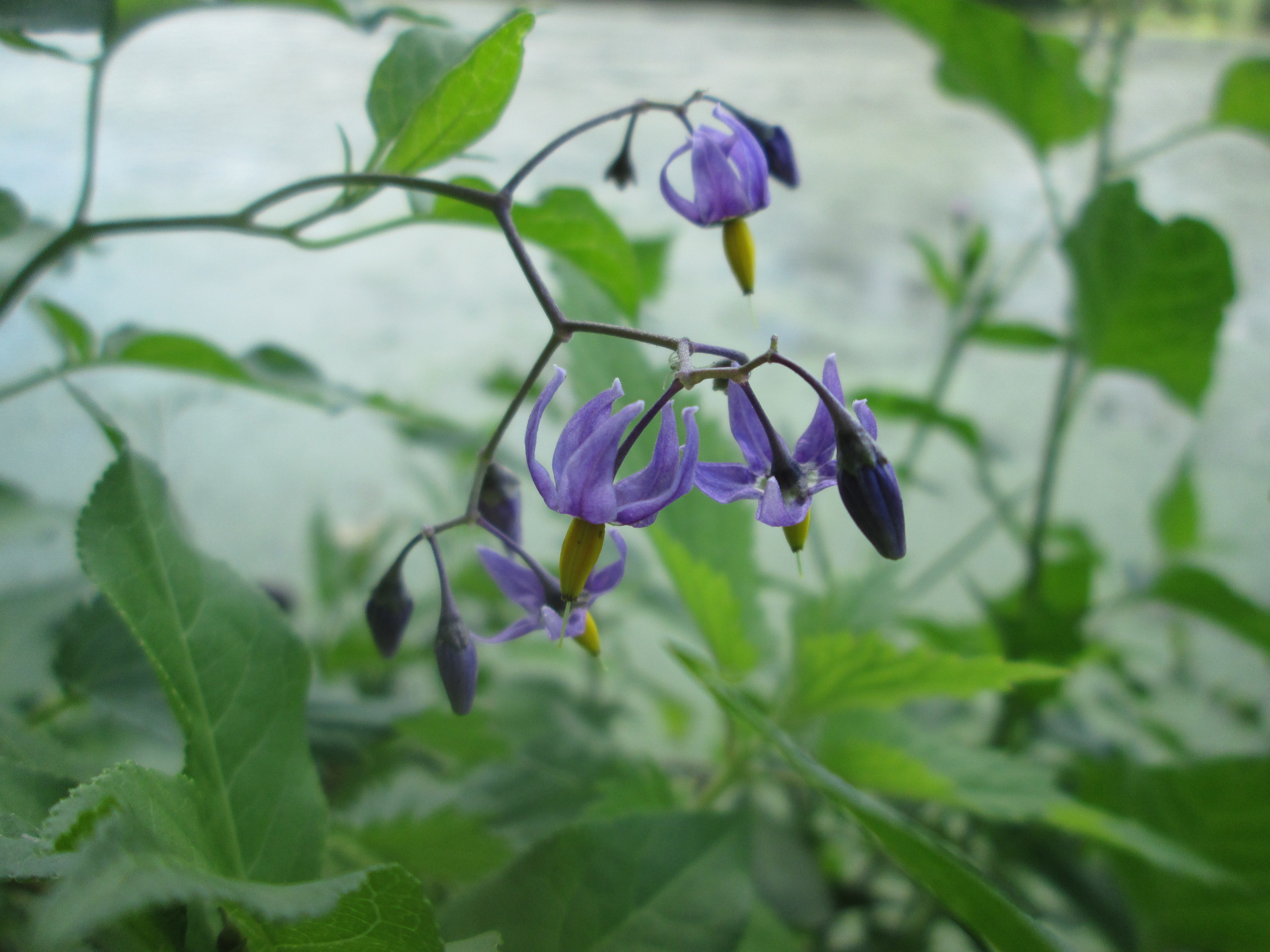
Solanum dulcamara
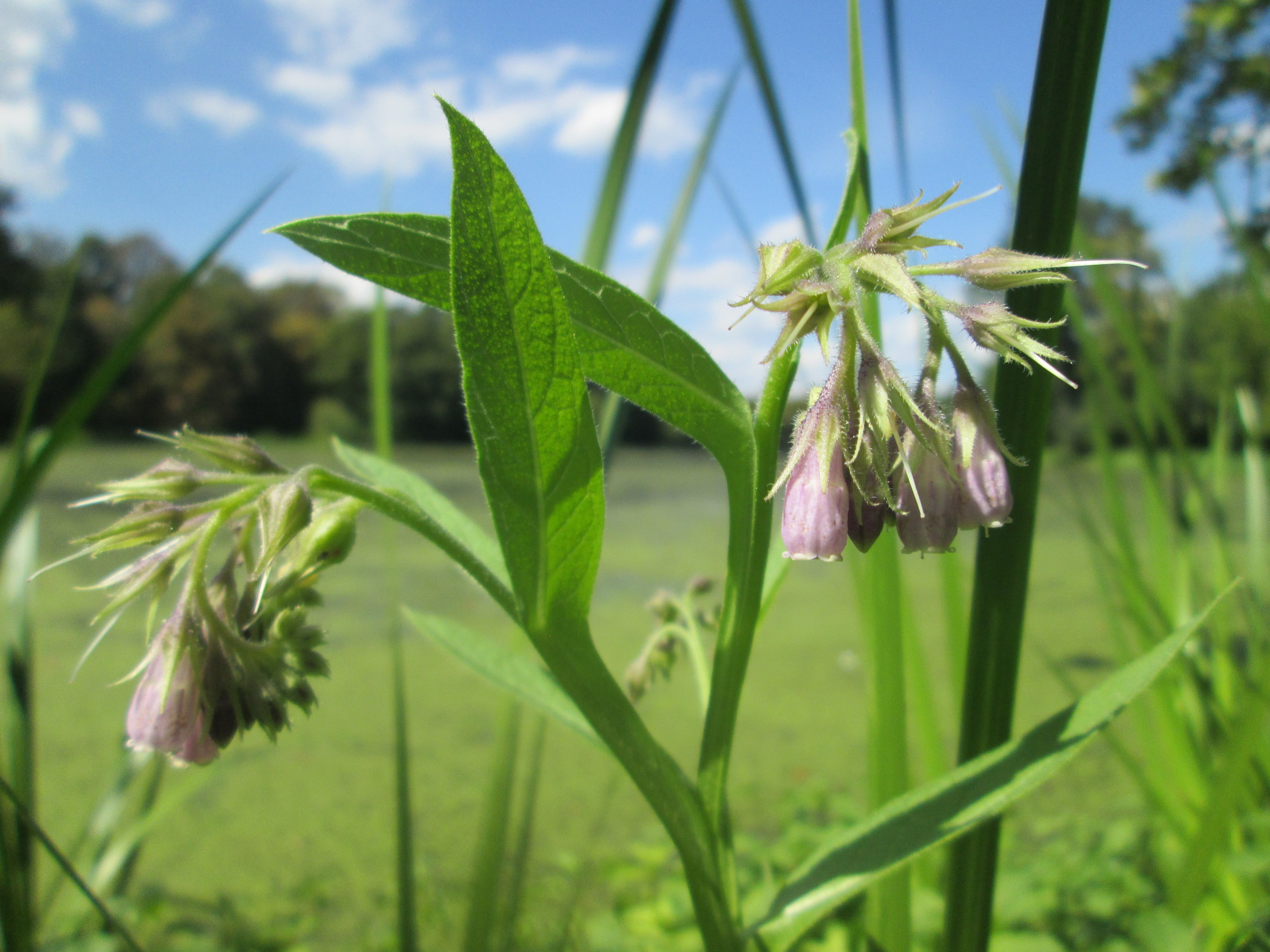
Symphytum officinale
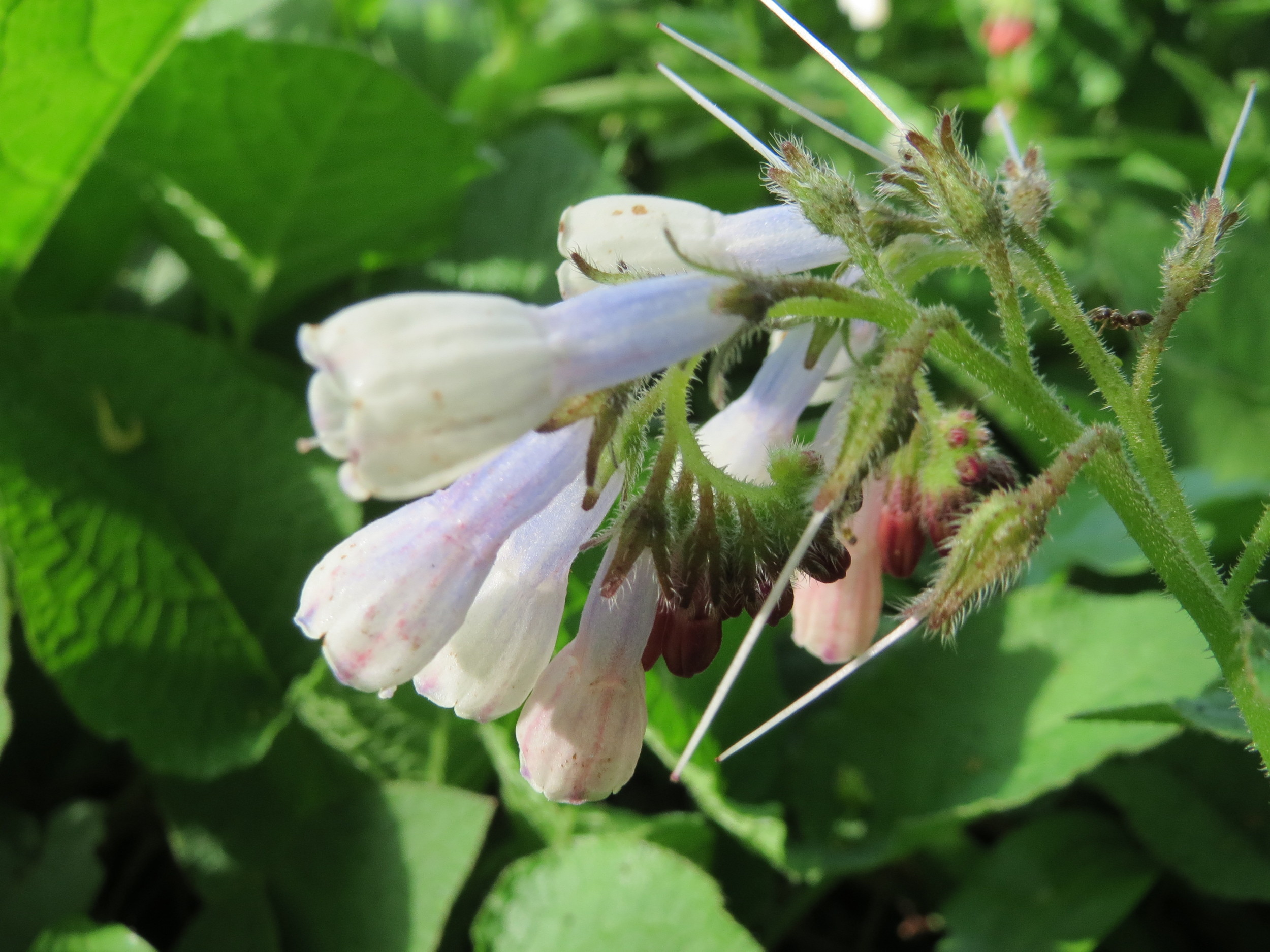
Symphytum × uplandicum
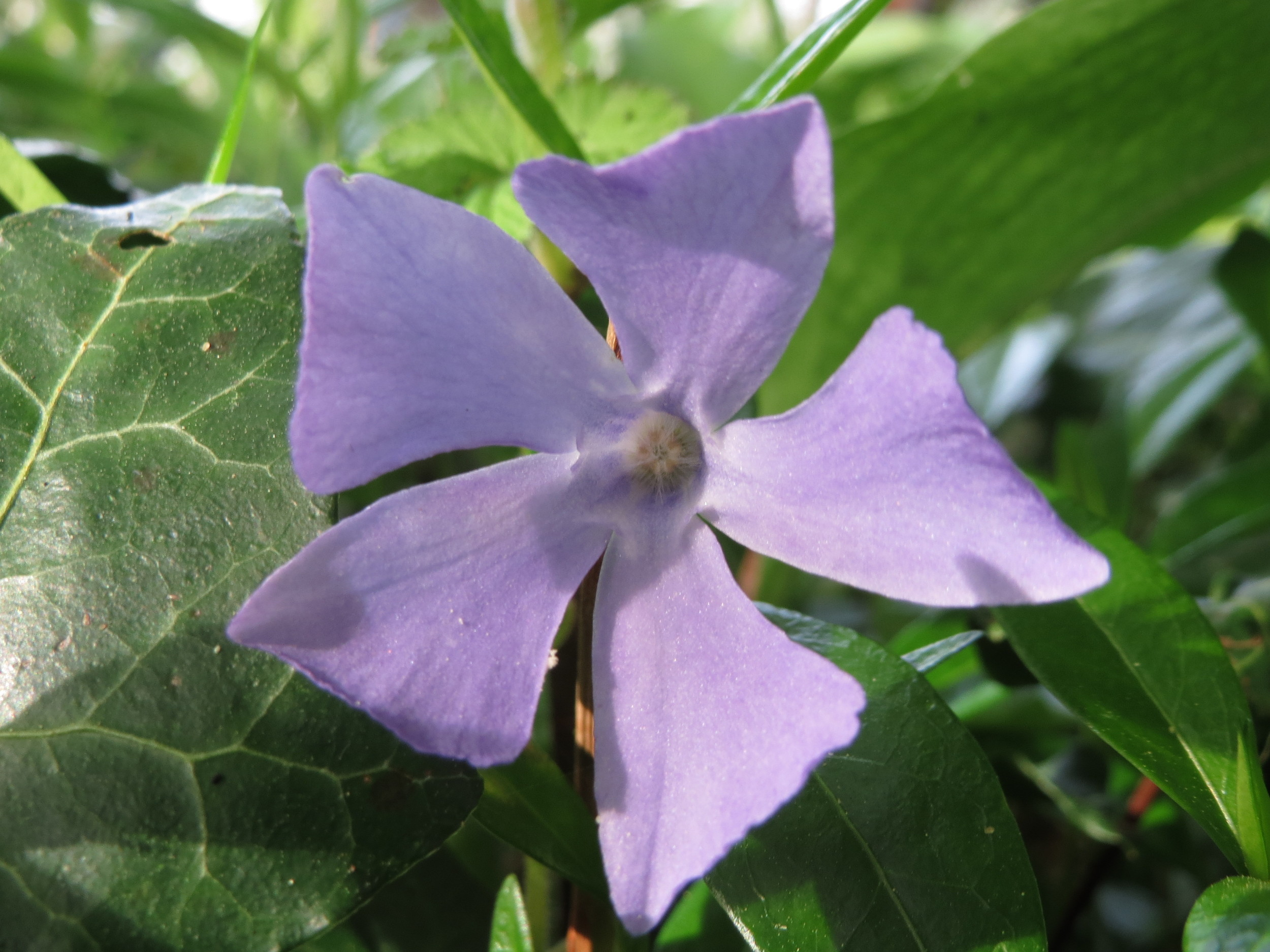
Vinca minor
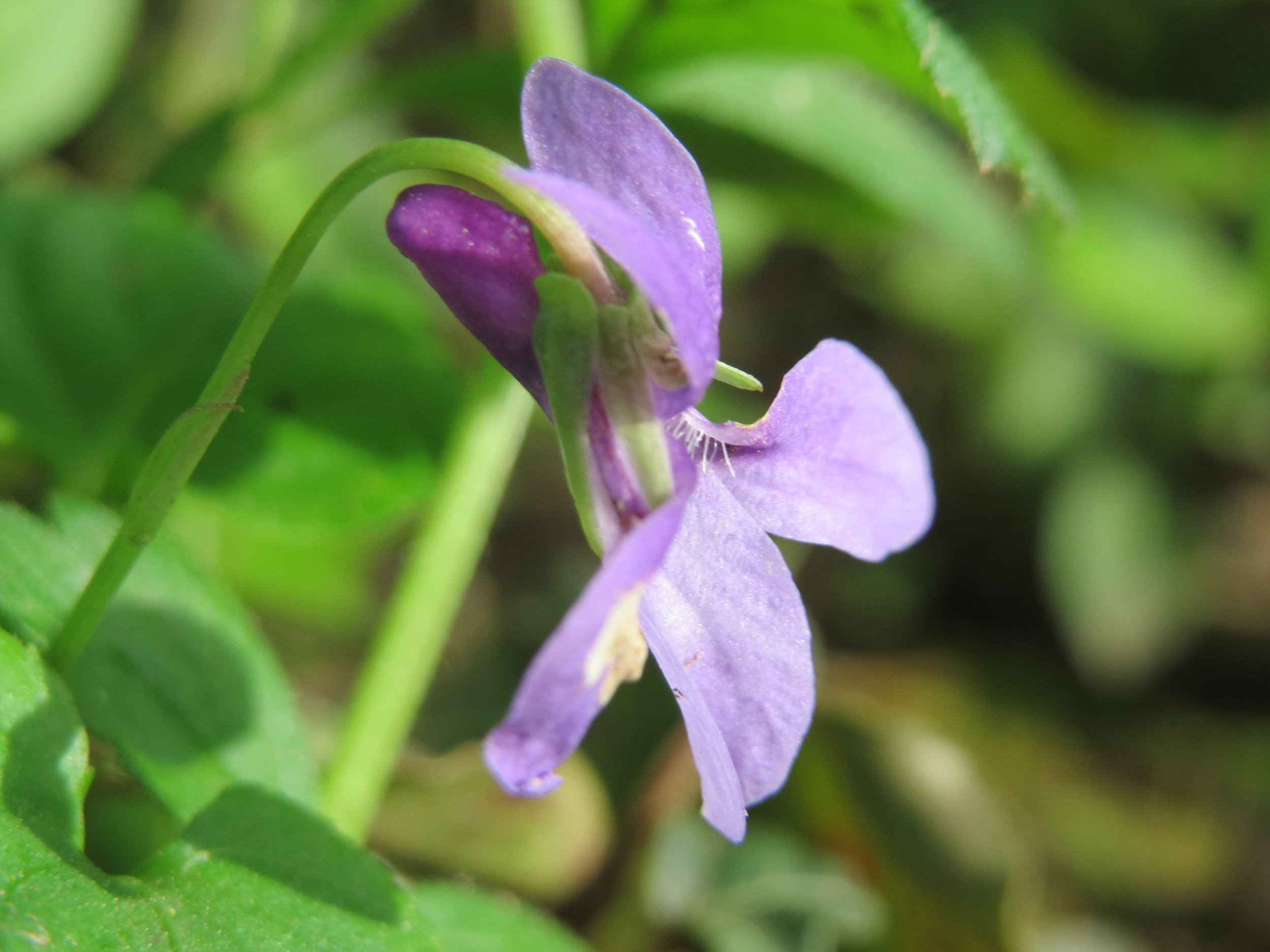
Viola reichenbachiana